# Plouégat-Guérand
 Plouégat-Guérand  (en bretón Plegad-Gwerann) es una población y comuna francesa, situada en la región de Bretaña, departamento de Finisterre, en el distrito de Morlaix y cantón de Lanmeur.

## Demografía
| 872 | 815 | 730 | 784 | 925 | 936 |
| Para los censos de 1962 a 1999 la población legal corresponde a la población sin duplicidades (Fuente: INSEE [Consultar]) |     |     |     |     |     |